# Oles' Buzyna
Oles' Oleksijovyč Buzyna (in ucraino Оле́сь Олексі́йович Бузина́?; Kiev, 13 luglio 1969 – Kiev, 16 aprile 2015) è stato un giornalista ucraino.

## Biografia
Nacque a Kiev, nella Repubblica Socialista Sovietica Ucraina, in una famiglia di origini ucraine dove il padre era un ufficiale del KGB. Ha studiato presso gli istituti della città e si è poi laureato nel 1992 presso la facoltà di filologia dell'Università nazionale Taras Ševčenko, specializzandosi per l'insegnamento della lingua e della letteratura russe.
Non ha mai intrapreso una carriera didattica ma ha invece iniziato a lavorare in numerosi giornali ucraini, soprattutto in lingua russa. Nel gennaio 2015 divenne caporedattore del tabloid Segodnja, per il quale aveva lavorava da numerosi anni, ma si licenziò nel marzo successivo denunciando "di non disporre dei poteri di cui aveva bisogno". Ha scritto e condotto il programma storico-culturale Sledamy praščurov s Olesem Buzynoj in onda su K1.
Alle elezioni parlamentari del 2012 tentò di essere eletto alla Verchovna Rada col Blocco Russo nel collegio uninominale n° 223 di Kiev ma ricevette solo l'8,22%.
Il 16 aprile 2015 è stato ritrovato morto nei pressi del suo appartamento a Kiev; già nei mesi antecedenti al suo omicidio aveva sostenuto di aver ricevuto minacce di morte. Nel mese di giugno il ministro degli affari interni Arsen Avakov ha annunciato l'arresto di alcuni sospetti e due di loro sono poi stati sottoposti ad un processo. Secondo la stampa le autorità avrebbero confermato la perdita di alcune prove inerenti al caso.